# 플로샤디 레볼류치역
플로샤디 레볼류치 역(러시아어: Площадь Революции)은 모스크바 지하철 아르바츠코 포크롭스카야 선의 역으로, 소콜니체스카야 선과 자모스크보레츠카야 선과 환승되는 역이다. 1938년 5월 13일 개통하였으며, 역과 서쪽 승강장 건축가는 A.N. Duskin이고, 동쪽 승강장 건축가는 A.N. Duskin과 J.P. Zenkevich, N.I. Demchinsky가 참여하였으며, 다자인 엔지니어로는 N.A. Komarov, A.N. Pirozhkova, M.V. Golovinova 등이 참여하였다.